# 科塔科塔尼山
17°0′13″S 67°28′10″W / 17.00361°S 67.46944°W
科塔科塔尼山（Quta Qutani），是玻利維亞的山峰，位於該國西部拉巴斯省的洛艾薩省，處於孔多里里山東北面，屬於安第斯山脈的一部分，海拔高度4,600米。